# تپه سفالی معمورین
تپه سفالی معمورین مربوط به هزاره ۶ تا هزاره اول قبل از میلاد است و در دهستان وهن‌آباد شهرستان رباط کریم (پیش از این در ری) ، درشمال فرودگاه امام خمینی (ره) واقع شده و تمامی زمین های روستای وهن‌آباد و اطراف آن و را شامل می شود. این اثر در تاریخ ۲۷ دی ۱۳۷۷ با شمارهٔ ثبت ۲۲۶۰ به‌عنوان یکی از آثار ملی ایران به ثبت رسیده است.